# Paddy Tunney
Paddy Tunney (Glasgow (Schotland), 28 januari 1921 - Donegal, 7 december 2002) was een Schots/Iers zanger.
Hij werd geboren uit Ierse ouders die afkomstig waren uit Donegal, Ierland. Op vierjarige leeftijd ging de familie terug naar Ierland. Hij groeide op in zijn grootvaders huis in Rushen. Feitelijk was zijn grootvader (van moeders kant) Michael Gallagher, zijn eerste zangleraar en van hem leerde Paddy op vierjarige leeftijd The Lark in the Morning. Het volgende jaar verhuisde de familie naar Mulleek, Co. Fermanagh.
Zijn moeder Brigid was een fameuze zangeres en ook van haar leerde hij de liederen uit haar geboortestreek. In de vijftiger jaren van de vorige eeuw ging hij de geschiedenis van de Ierse taal bestuderen tijdens een verblijf van vier jaar in de gevangenis, waar hij wegens politieke activiteiten was opgesloten in Belfast.
Zijn eerste album verscheen in 1965 onder de naam A wild bee’s nest, bij de andere albums waren onder meer The Mountain streams where the moorcock crows. Hij maakte totaal acht albums en kan worden gehoord op Where the Linnet Sings met zijn moeder, zoons en dochter. In 1967, op invitatie van Ewan McColl en Peggy Seeger, maakte hij een van zijn eerste tournees door Engeland. Daarna heeft hij ook opgetreden in de Verenigde Staten; in Dublin trad hij regelmatig op in The Traditional Club. Hij is op 7 december 2002 overleden.

## Discografie
- A wild bee’s nest - 1965
- The Irish Edge
- The Mountain streams where the moorcock crows
- Flowery Vale
- Lough Erne Shore
- The Green Linnet
- The Stone fiddle
- Where the linnet’s sing
- Billy Pigg and Friends - Paddy treedt daarin op ook met zijn broer Joe die button accordeon speelt.

- Bibliothèque nationale de France: cb16724348d (data)
- Gemeinsame Normdatei: 1146396317
- International Standard Name Identifier: 0000 0000 2472 5939
- Library of Congress Control Number: n80108957
- MusicBrainz: d8aa3361-8217-4ccb-8d1d-bdc122c34703
- SNAC: w62n68b2
- Virtual International Authority File: 247622218
- WorldCat: E39PBJyGRwtPP9cJkwf8bCtFrq